# Sterven in Zwolle
Sterven in Zwolle is een hoorspel van Will Barnard. De NCRV zond het uit op maandag 13 december 1971. De regisseur was Wim Paauw. De uitzending duurde 43 minuten.

## Rolbezetting
- Tonny Foletta (eerste man)
- Jan Borkus (tweede man)
- Frans Somers (priester en celebrant)
- Hans Veerman (burgemeester)
- Joke Hagelen (z’n vrouw)
- Paul van der Lek (Thomas a Kempis)
- Nel Snel (Jans van Maarten)
- Johan te Slaa (Maarten)
- Willy Brill, Eva Janssen, Corry van der Linden, Hans Karsenbarg, Bob Verstraete & Dogi Rugani (inwoners van Zwolle)

## Inhoud
Tijd: 15de eeuw. Plaats: in Zwolle, waar een pestepidemie heerst. Thomas a Kempis (1380-1471), de auteur van de Imitatio Christi, leeft in het klooster op de Agnietenberg. In de stad woont Jans van Maarten, een vrouw die ervan verdacht wordt een heks te zijn. Zij wordt natuurlijk verantwoordelijk geacht voor de pestepidemie. Een priester en de burgemeester willen Jans laten arresteren, maar Thomas a Kempis redt haar door haar mee te nemen tot bij het klooster. Onderweg spreekt hij met haar over zijn geloofsbeleving, de Moderne Devotie. Jans mag niet mee in het klooster en daarom gaat ze naar het kerkhof, waar ze met twee doodgravers spreekt over haar vermeende hekserij…